# 遐方怨
遐方怨是一个词牌名。有两体，单调者始于唐朝文人温庭筠，双调者始于顾夐、孙光宪。宋代无填此词牌者。

## 词牌格式
格一，单调三十二字，七句四平韵。
平仄仄，仄平平。仄仄平平，仄平平中平仄平。仄平平仄仄平平。仄平平仄仄，仄平平。
格二，双调六十字，前后段各六句、四平韵。
平仄仄，仄平平。仄中平中仄，中平中仄平。仄平中仄仄平平。仄平平仄仄平平。
中中仄，仄平平。中仄平平仄，中平中仄平。仄平平仄仄平平。中平平仄仄平平。

## 例词
帘影细，簟纹平。象纱笼玉指，缕金罗扇轻。嫩红双脸似花明，两条眉黛远山横。